# Bahía de Morto
La Bahía de Morto es un cuerpo de agua en el extremo suroeste del Cabo Helles en la península de Galípoli, en la parte europea de Turquía. Cabo Helles fue la zona principal de operaciones para la invasión de la península, y el buque británico HMS Ocean se perdió en la bahía de Morto después de no poder salvar al HMS Irresistible.